# Anomala graueri
Anomala graueri är en skalbaggsart som beskrevs av Ohaus 1911. Anomala graueri ingår i släktet Anomala och familjen Rutelidae. Inga underarter finns listade i Catalogue of Life.